# Rollinia danforthii
Rollinia danforthii Standl. – gatunek rośliny z rodziny flaszowcowatych (Annonaceae Juss.). Występuje naturalnie w Kostaryce oraz Kolumbii. 

## Morfologia
PokrójZimozielone drzewo dorastające do 13 m wysokości. Młode pędy są owłosione.
LiścieMają owalny kształt. Mierzą 15–18 cm długości oraz 9–9,5 cm szerokości. Nasada liścia jest zaokrąglona. Blaszka liściowa jest całobrzega o ogoniastym wierzchołku. Ogonek liściowy jest owłosiony i dorasta do 15 mm długości.
KwiatySą pojedyncze, rozwijają się w kątach pędów. Działki kielicha mają trójkątny kształt i dorastają do 7 mm długości. Płatki mają odwrotnie jajowaty kształt i osiągają do 8 mm długości.